# Russ Lee
Russell E. Lee, detto Russ (Boston, 27 gennaio 1950), è un ex cestista statunitense, professionista nella NBA.
È il fratello di Ron Lee.

## Carriera
Venne selezionato dai Milwaukee Bucks al primo giro del Draft NBA 1972 (6ª scelta assoluta).